# Alam-Kuh

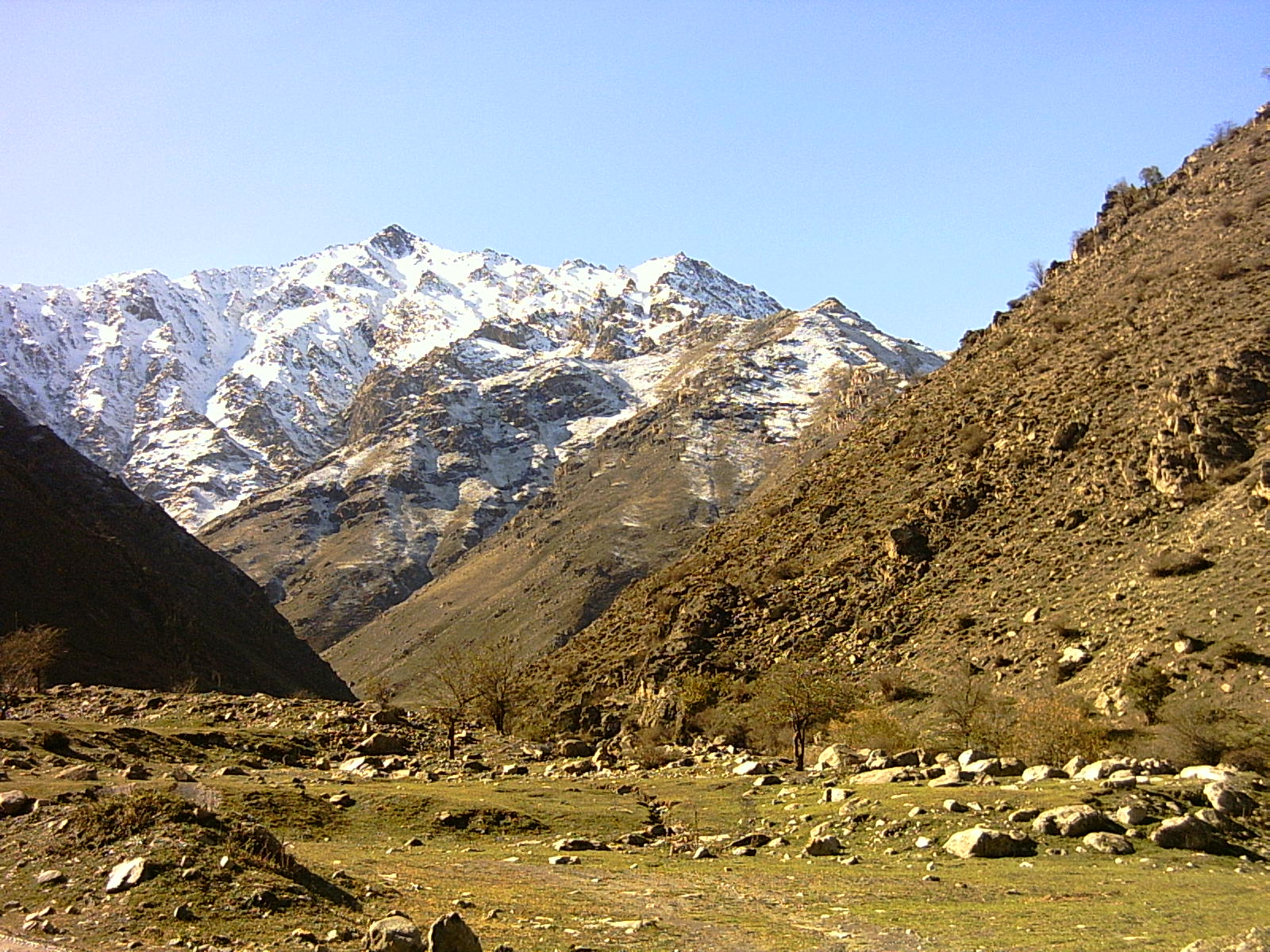
Blick auf den Alam-Kuh

Der Alam-Kuh (persisch علم‌کوه) ist ein Gipfel des Takht-e-Suleyman-Massivs im Elburs-Gebirge. Er befindet sich im Bezirk Kelārdascht der Provinz Mazandaran im Norden Irans. Mit einer Höhe von 4850 Metern ist der Berg nach dem Damavand der zweithöchste Gipfel des Landes.

## Klettergeschichte
Die Erstbesteigung erfolgte durch Alfred Bornmüller während seiner botanischen Erforschung des Elburs-Gebirges im Jahr 1902.
Douglas Busk, ein britischer Bergsteiger, bestieg den Alam-Kuh 1933 über den Ostgrat, und 1934 wieder aus dem Westgrat.
Die 800 m hohe, steile Granitnordwand bietet einige großartige und interessante Kletterrouten  vergleichbar mit den wichtigsten Routen in den europäischen Alpen. Neben einheimischen Kletterern zieht die Nordwand auch europäische Kletterteams an.
Der erste bekannte Aufstieg aus dem Norden erfolgte 1936 durch die Deutschen Gorter und Steinauer über den Nordwestgrat. Anschließend etablierten französische und polnische Bergsteiger in den 1960er und 1970er Jahren weitere Routen durch die Nordwand.